# Jo da Silva
Jo da Silva es una actriz y presentadora de televisión sudafricana. Es principalmente conocida por su actuación en las series Gabriël, Operation Delta Force 3: Clear Target y Arsenaal.

## Biografía
Da Silva se graduó de la Wits University en 1990 con una licenciatura en arte dramático. También tiene un diploma de maestra en educación teatral.

## Carrera profesional
Comenzó su carrera en teatro. Luego participó en la serie Isindigo e interpretó el papel de 'Gita McGregor' en la serie de televisión 7de Laan. Por su actuación como Gita McGregor, fue nominada en la categoría de "Villana Sobresaliente" en los premios Royalty Soapie Awards 2013. También participó en otros programas de televisión como Gabriel, Arsenaal, Madam & Eve, Suburban Bliss y Egoli. A partir de 2007, interpretó el papel de 'Olivia Fitzgerald' en la serie de televisión Erfsondes. En 2015, fue nominada a otro premio Royalty Soapie en la misma categoría por su papel en 7de Laan. También fue nominada en la categoría de "Mejor Actriz de Telenovela" por su trabajo en 7de Laan en los premios Tempo de Huisgenoot. Dejó el elenco de 7de Laan en 2016 y se mudó a Ciudad del Cabo para pasar tiempo con su hija y trabajar de forma independiente.
Después de un largo descanso del teatro, finalmente regresó al escenario interpretando dos papeles en la obra Present Laughter escrita por Noël Coward. La obra se presentó en Theatre on the Bay. Posteriormente actuó en la obra Fatal Attraction, que se presentó en Theatre on the Bay y en el Monte Casino Theatre de Pieter Toerien en Johannesburgo.
Además de actuar, también coprodujo, codirigió y presentó el programa de la revista M-Net 'Showbuzz'. También fue la protagonista femenina del drama inglés, Anoche llovió.

## Filmografía
- 7de Laan - Temporada 1 como Gita McGregor
- Arsenaal - Temporada 1 como Sonja Heyns
- Erfsondes - Temporada 1 como Olivia Fitzgerald
- Gabriël - Temporada 1 como Delia
- Isidingo - Temporada 1 como Natasha Wallace
- Madam & Eve - Temporada 2 como Jean

### Películas
| Año  | Título                                | Rol             | Tipo            | Ref. |
| ---- | ------------------------------------- | --------------- | --------------- | ---- |
| 1995 | Live Wire 2: Human Timebomb           | Sonya           | Película casera |      |
| 1998 | Operation Delta Force 3: Clear Target | Connie          | Película        |      |
| 2001 | The Little Unicorn                    | Madre Superiora | Película        |      |

## Vida personal
Estuvo casada con el actor sudafricano Eckard Rabe de 1996 a 2007. La pareja tuvo una hija. En 2010, tanto Da Silva como Rabe interpretaron papeles en la telenovela sudafricana 7de Laan.